# Sidames
El Sidama (Gueez: ሲዳማ) és un poble o ètnia d'Etiòpia del sud la pàtria del qual és l'anomenada Zona de Sidama a la regió dels Pobles del Sud (oficialment Nacions, Nacionalitats i Pobles de la Regió Meridional) a Etiòpia. En compten 2.966.474 sidames (un 4,01% de la població) dels que 149.480 són habitants urbans; és la cinquena nació més important en nombre a Etiòpia. La seva llengua s'anomena Sidaamu-afoo, que segons el cens nacional de 1994 era la llengua vernacla d'un 99,5% d'aquest grup ètnic. Segons una autoritat, la majoria dels sidames practica les seves creences tradicionals, i només durant els anys 1960 que els missioners europeus van arribar a la seva regió, alguns van adoptar la nova fe predicada. Tanmateix, segons el cens nacional de 1994, només un 14,9% practiquen creences tradicionals mentre la majoria (un 66,8%) és protestant, un 7,7% és musulmana, un 4,6% catòlica i un 2,3% són cristians Ortodoxs Etiòpics.
El sidames van conservar la seva herència cultural, incloent-hi la seva religió tradicional i llengua fins als últims anys de la dècada de 1880 durant la conquesta per l'emperador Menelik II. Abans d'això, el sidames tenia els seus propis sistemes administratius ben establerts que dataven com a mínim del segle ix, que derivava d'una coalició de regnes sidames. Aquests regnes s'estenien per la regió de Gibe. Com a resultat de la marginació i, ja que la llengua no tenia alfabet propi, molt poc ha estat escrit sobre els sidames; molts no van poder assistir mai a escola fins al 1975, després que el Derg va pujar al poder el 12 de setembre de 1974.
Avui el país dels sidames té només un nombre petit d'escoles i de serveis de salut, que són insuficients, encara que l'ensenyament primari ha augmentat últimament. La gent s'ha queixat repetidament que Sidama no té autonomia regional al país i ha demanat al govern la concessió de la seva pròpia regió als sidames. Hi ha unes quantes justificacions per aquest argument: primer els sidames constitueixen al voltant d'un 20% de la població total a la regió dels Pobles del Sud amb una contribució econòmica significativa al govern central; segon, els 40 grups ètnics més petits a la regió pertanyen als tres grups socioculturals i lingüístics principals és a dir, grups kuxític (Sidama, Alaba, Tambaro, Qewenna, Danta (Dubamo), Maraqo, Konso, Hadiya, Kambata), omòtic (Wolayta, Gamo, Gofa, Dawuro, Konta, etc.), i semitic (els Gurage). Després de la caiguda del règim militar el maig del 1991, el Govern de Transició d'Etiòpia va donar suport a cinc regions separades dins de la que fou finalment la regió dels Pobles del Sud; aquestes regions s'establien basant-se en elements socioculturals, lingüístiques i similituds econòmiques i seguien un arranjament administratiu similar al fet pel règim del Derg una mica abans de la seva caiguda. Sidama, Gedeo i Burji pertanyien a una de les cinc regions independents. Tanmateix, aquelles cinc regions foren dissoltes sense consulta a les poblacions de la regió, per formar una supra regió; i tercer, l'arranjament administratiu apropiat és essencial per a l'eficàcia administrativa, el lliurament eficaç de serveis socials i econòmics i el desenvolupament econòmic més ampli possible.
Aquells en contra de l'autonomia sostenen que amb la regió dels Pobles del Sud reunida es reuneixen els grups ètnics en un territori petit, deixant de banda límits que històricament mai no havien existit i les disputes violentes que freqüentment es donaven entre ètnies, i a més que donar autonomia als més de 40 grups ètnics existents és virtualment impossible.
Gairebé un 95% del sidames tenen una vida centrada al voltant de l'agricultura. Un aliment de primera necessitat important és la planta wesse, o ensete. També es cultiven altres collites i es cria bestiar. Potser la font més important d'ingressos és el cafè, i l'àrea és un contribuent essencial a la producció de cafè d'Etiòpia, on es produeix un percentatge alt del cafè d'exportació per al govern central, superat només per la regió d'Oròmia. Els pagesos sidames han estat afectats per la caiguda dels preus del mercat mundial per a cafè, malgrat vendre la majoria dels seus productes de cafè de la regió a la popular cadena de cafès Starbucks.
Casos de possessió per suposats esperits es donen entre el sidames, sent la majoria de vegades dones les que són posseïdes. El sidama que és posseït per esperits sovint es converteix en remeier.